# Kim Gjongil
Kim Gjongil (hangul: 박승혁, handzsa: 金京, RR: Kim Kyong-il; Phenjan, 1988. december 11. –) észak-koreai válogatott labdarúgó.

## Pályafutása

### Klubcsapatban
A Rimjongszu csapatában játszik 2005 óta. 

### A válogatottban
2007 és 2009 között 7 alkalommal játszott az észak-koreai válogatottban. Részt vett a 2007-es U20-as világbajnokságon és a 2010-es világbajnokságon, de nem lépett pályára egyetlen mérkőzésen sem.